# 前眼伊都毛鼻鯰
前眼伊都毛鼻鯰，為輻鰭魚綱鯰形目毛鼻鯰科的其中一種。分布於南美洲Ribeira de Iguape 河流域，體長可達8.7公分。

## 扩展阅读
維基物種上的相關：前眼伊都毛鼻鯰